# 下山路郵便局
下山路郵便局（しもさんじゆうびんきょく）は、和歌山県田辺市龍神村にある郵便局。民営化前の分類では無集配特定郵便局であった。

## 概要
かつては旧龍神村を龍神郵便局と上山路郵便局と共に担う集配郵便局であったが、民営化に先立っての集配郵便局再編の際に、当該業務を廃止し上山路郵便局へ移管した。

## 沿革
- 2007年（平成19年）2月13日 - 上山路郵便局へ集配業務を移管。
- 2007年（平成19年）10月1日 - 民営化。
- 2012年（平成24年）10月1日 - 日本郵便株式会社発足。

## 取扱内容
- 郵便、印紙、ゆうパック、内容証明
- 貯金、為替、振替、振込、国債、投資信託
- 生命保険、バイク自賠責保険、自動車保険、がん保険
- ゆうちょ銀行ATM

## 風景印
- 図案は日高川、杉、コメツツジ、ヤマセミ。局名表記は「和歌山　下山路」
- 使用開始日は1995年（平成7年）11月1日

## 周辺
- 龍神温泉
- 日高川
- がまの湯
- つぐみ食堂
- こすげ食堂
- 小椋モータース
- 西倉生花

## アクセス
- 駐車場あり（1台）